# Borgarstrandsviken

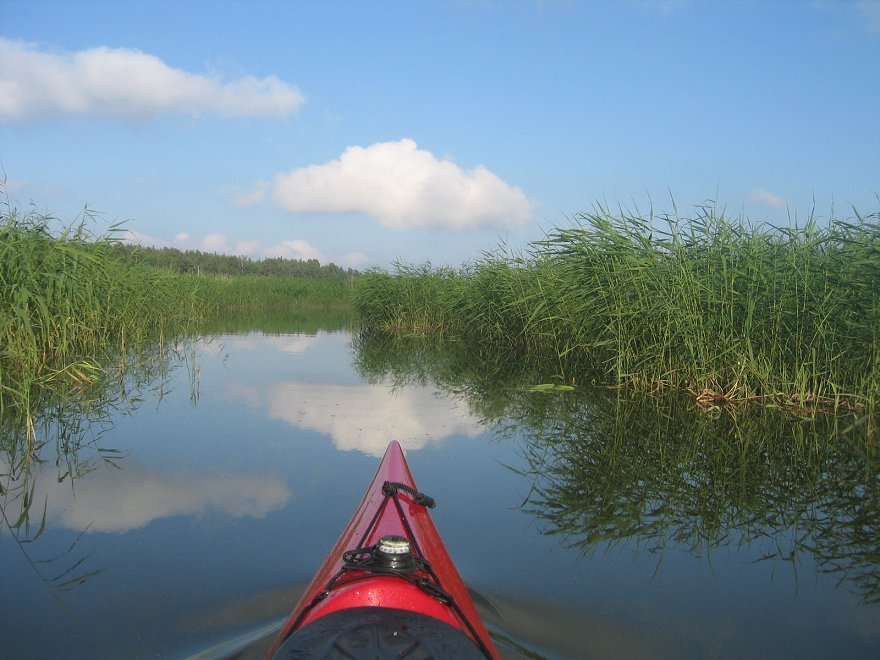
Borgarstrandsviken ur en paddlares synvinkel sensommaren 2004

Borgarstrandsviken (finska: Porvarinlahti) är en vik i Helsingfors (före den 1 januari 2009 i Vanda) nära gränsen till Vanda och Sibbo.